# Boujdour
Boujdour (dal francese; in portoghese e spagnolo: Bojador; in arabo بوجدور‎?, Bujdur; in berbero: ⴱⵓⵊⴷⵓⵔ, Bujdur) è una città del Sahara Occidentale situata nei pressi dell'omonimo Capo Bojador.
La città è anche conosciuta come Bu Jaydur, Bujdur e Cabo Bojador.

## La localizzazione
È a circa 180 chilometri a sud ovest di Laayoune sulla costa atlantica lungo la strada nazionale 1 che collega il Marocco alla Mauritania in un percorso spesso costiero. Si può definire come la città di frontiera fra le regioni principali del Sahara Occidentale, non appartenendo ne al Río de Oro ne a Saguia el Hamra (Canele Rosso).
Ha come coordinate 26° 07' 37" di latitudine nord e 14° 29' 03″di longitudine ovest ed è a livello del mare.

## Demografia recente
Boujdour ha 41 178 abitanti (stima 2006).
Tabella abitanti:
| Anno              | Abitanti |
| ----------------- | -------- |
| 1994 (censimento) | 15.167   |
| 1999 (stima)      | 25.000   |
| 2004 (censimento) | 36.843   |
| 2006 (stima)      | 41.178   |

## La sua storia
La sua storia come città è recente. Prima del 1976 era un villaggio di pescatori costruito intorno al faro del pericoloso Capo Bojador. Fino al XV secolo non vi era nulla ed era molto difficile superarlo con le imbarcazioni dell'epoca, sia dati i pericoli della costa dai bassi fondali che la frequente assenza o variazione di vento, per proseguire verso Sud lungo la costa africana e tentare il periplo verso l'Oceano Indiano come fecero in quell'epoca soprattutto i navigatori portoghesi fino al successo di Gil Eanes nel 1434 ed in seguito la scoperta della rotta detta "volta do mar" che prevedeva di sfruttare i venti prevalenti navigando verso il Brasile per poi dirigersi verso il Capo di Buona Speranza. 
Come città non ha legami con la successiva colonizzazione spagnola, è nata durante la fase di decolonizzazione ed è cresciuta nella fase della occupazione marocchina. La città è praticamente emersa dal deserto, cresciuta intorno al nuovo porto.
Nel 1976, l'aridità della zona suggerì di costruire un impianto di desalinizzazione per procedere all'inurbamento, successivamente intorno alla città sono state trovate acque sotterranee utilizzabili per far crescere ulteriormente la città.
Aumentata di abitanti è diventata capoluogo della sua provincia.
La crescita, sia demografica sia economica, è stata programmata con due progetti: Al Aouda e Al Wahda.

## Economia
Una delle attività importanti della città è l'economia legata alla pesca, in una zona pescosissima si sono insediati numerosi pescatori che praticano localmente l'attività in concorrenza e completamento con i pescherecci stranieri, prevalentemente europei che godono delle concessioni di pesca. Su questo punto c'è una forte critica ed opposizione da parte della Repubblica Democratica Araba dei Sahraui, che ritiene illegali gli accordi con la Comunità Europea stretti dal Marocco.

## Monumenti e luoghi d'interesse
Particolarmente suggestiva è la strada costiera, la corniche, che viene considerata una delle più belle zone panoramiche della costa atlantica di questo territorio.

## I campi per rifugiati a Tindouf
Una Daira della Wilaya di Dakhla porta il nome di Bojador. Dakhla è uno dei quattro campi per rifugiati Saharawi a sud est di Tindouf.

## I gemellaggi
- San Sebastián
- Abetone
- Lozio[6]
- Gallicano
- San Miniato
- Volterra
- Pergine
- Scarlino